# ボネール、シント・ユースタティウスおよびサバ

ボネール、シント・ユースタティウスおよびサバ
Bonaire, Sint Eustatius en Saba
 Boneiru, Sint Eustatius i Saba

地域の標語：不明
地域の歌：不明

ボネール、シント・ユースタティウスおよびサバ（オランダ語: Bonaire, Sint Eustatius en Saba）は、カリブ海にあるオランダ領の3つの自治体（ボネール、シント・ユースタティウス、サバ）を併せた呼称。
これらの地域はオランダ王国の構成国（自治領）ではなく、構成国の一つであるオランダ（オランダ本国）の一部に位置づけられている。しかし、法制度や経済などの面でヨーロッパのオランダ本土とは運用が異なり、通貨もユーロではなく米ドルが用いられる。欧州連合 (EU) には2015年まで特別地域として留まる。ボネールとサバは特別自治体であり、シント・ユースタティウスもかつては特別自治体であったが、2018年にオランダ本国が島政府の運営を問題視し直接統治に乗り出したため、自治権は失われている（後述）。
オランダ領カリブやカリブ・オランダ（オランダ語: Caribisch Nederland）、あるいは各島の頭文字を取ってBES諸島（ベーエーエスしょとう）とも呼ばれる（#名称参照）。

## 名称
行政上はオランダ語で Caribisch Nederland 、パピアメント語で Hulanda Karibe と呼ばれ、日本語で「カリブ・オランダ」とも訳される。オランダ王国の構成国「オランダ」（以下、オランダ本国）のうちでヨーロッパに位置する領土（以下、オランダ本土）が「ヨーロッパ・オランダ」（Europees Nederland）と呼ばれるのに対比される表現である。
このほか、日本語では「オランダカリブ領域」という翻訳表記が使われるほか「オランダ領カリブ」「カリブ海オランダ領」「蘭領カリブ」などの表記も用いられる。
また構成各島の頭文字を取ってBES諸島（ベーエーエスしょとう、蘭: BES-eilanden）とも呼ばれる。

## 地理

### 位置
カリブ海地域の小アンティル諸島に、オランダ王国領の（行政単位としての）島は6つあり、約800km離れた2つの地域（ウィンドワード諸島のSSS諸島、リーワード・アンティル諸島のABC諸島）に分かれて3島ずつ存在する。
オランダ王国の構成国であるオランダ（オランダ本国）に属するのは6島のうち3島（ボネール、シント・ユースタティウス、サバ）で、ボネール島がABC諸島に、シント・ユースタティウス島とサバ島がSSS諸島に所在している。
いずれの島も熱帯に属しており、温暖である。ウィンドワード諸島には、夏季にハリケーンが襲来する。
オランダ王国
- 制度的構成図（地理的位置） * 構成国:アルバ、キュラソー、シント・マールテン、オランダ（ヨーロッパ・オランダ(本土)、BES諸島） * 地理的位置は色枠で示す。 *:   カリブ海地域 *:   ヨーロッパ
- 地理的な位置関係 * オランダ(1)の一部であるサバ島 (1.1)、シント・ユースタティウス島 (1.2)、ボネール島 (1.3) が示されている。 * シント・マールテン (2)、アルバ (3)、キュラソー (4) はオランダ王国構成国。
- 地図（同縮尺）

### 各島概要
ボネール島は、BES諸島の中で唯一、ベネズエラの沖合のリーワード・アンティル諸島に所在しており、西からアルバ、キュラソー島（いずれもオランダ王国構成国）と並ぶABC諸島の最も東に位置する。ボネール島に付属して、クレイン・ボネール島などの小島嶼がある。約1万3000人の人口を有するボネール島は、BES諸島3島の中では面積・人口ともに最大であり、ボネール島のクラレンダイク（人口約3000人）は3島の中で最も大きな町である。しかしながらアルバ、キュラソーはそれぞれ10万人を超える人口を有しており、ボネール島はABC諸島の中で最も人口の少ない島である。
シント・ユースタティウス島とサバ島は、ウィンドワード諸島の一角に位置している。両島とともにSSS諸島と呼ばれるシント・マールテンは（北側のフランス領と合わせたセント・マーチン島全体で）年間約180万人とされる観光客が訪れる著名な観光地であり、2010年にオランダ王国構成国になった。シント・ユースタティウス島とサバ島の産業は小規模である。シント・ユースタティウス島は、住民投票でオランダ領アンティルの維持を求める結果が最後まで多い島であった。
サバ島は、BES諸島3島の中では面積・人口とも最小である。オランダ本土の自治体（ヘメーンテ）の中には面積や人口がサバ島より小さなものもあるが、小規模な部類に含まれる（List of municipalities of the Netherlands参照）。サバ島は急峻な火山島であり、狭小な島の中央にそびえるシーナリー山（887 m）は、オランダ王国の最高峰である。2010年にサバ島がオランダ本国に編入されたために、ファールゼルベルク（322 m、本土最高峰）を抜いて「オランダ最高峰」となった。
| 旗                             | 名称                       | 首府             | 面積 （km2） | 人口（2022年1月） | 人口密度 （人/km2） | 位置                                                  |
| ------------------------------ | -------------------------- | ---------------- | ------------ | ----------------- | ------------------- | ----------------------------------------------------- |
| ボネール島の旗                 | ボネール島                 | クラレンダイク   | 288          | 22,573            | 69                  | 北緯12度9分 西経68度13分 / 北緯12.150度 西経68.217度  |
| シント・ユースタティウス島の旗 | シント・ユースタティウス島 | オラニエスタッド | 21           | 3,242             | 150                 | 北緯17度30分 西経62度58分 / 北緯17.500度 西経62.967度 |
| サバ島の旗                     | サバ島                     | ボトム           | 13           | 1,911             | 148                 | 北緯17度38分 西経63度14分 / 北緯17.633度 西経63.233度 |
| 総計                           | 総計                       | 総計             | 322          | 27,726            | 77                  |                                                       |

## 歴史
これらの島々は、20世紀半ば以降オランダ王国の構成国（自治領）オランダ領アンティルの一部であった。しかしながら、ABC諸島とSSS諸島が地理的に大きく隔たっていた上に、各島の間の経済規模の格差も大きく、1986年にアルバが単独で自治領となって離脱、21世紀に入るころからは住民投票で「オランダ領アンティル」解体の意志が示されるようになった。
2010年10月10日にオランダ領アンティルは解体され、キュラソー島とシント・マールテン島はそれぞれ単独でオランダ王国の自治領（構成国）となった。一方、規模の小さなボネール、シント・ユースタティウスおよびサバの3島はオランダ本国の一部に編入された。
しかしオランダ本国はシント・ユースタティウスが非民主的に動き、オランダ本国の法律が脇に置かれていることを問題視。2018年2月5日、本国の内務大臣は直接統治に乗り出すことを決定し、2月6日に島の政府機関は解散を命じられ、副知事代行も解任された。2月7日には新たに政府委員が任命された。

## 行政
各特別自治体 (bijzondere gemeenten) はオランダ本土のヘメーンテ（基礎自治体）と同等の権限を有し、行政は副知事 (gezaghebber) を長とする統治評議会 (bestuurscollege) がつかさどる。各島には島議会 (eilandsraad) が置かれ、住民はオランダの選挙と欧州議会選挙にも参加する。
オランダの法では、島々は正式にはヘメーンテ（基礎自治体）ではなくオペンバーレ・リハメン（「公的機関」と意訳される）に分類される。3島はオランダの州ではないため、通常基礎自治体が有する権限は各島の政府と中央政府（Rijksdienst Caribisch Nederland）が有する。
BES諸島には本土と別の法令が多々適用されている。たとえば、社会保障水準は本土との間で開きがある。
欧州連合には加盟していないが、「特別領域」として特別な扱いを受けている。これはリスボン条約で、欧州議会がEUの諸条約を適用できると定められたデンマークやフランス、オランダの海外領土を指す。オランダ領アンティルの解体にともない、これには5年間の移行期間が設けられた。
ただし、シント・ユースタティウスについては2018年2月5日の本国直接統治決定の煽りを受けて副知事ポストが廃止されるなど、島における統治機関の大幅な構成変更が起こっている。
国家カリブ・オランダ局
国家カリブ・オランダ局 (蘭: Rijksdienst Caribisch Nederland) は島々における課税、警察活動、移民、交通網、医療、教育および社会保障の全責任を負い、オランダ政府に代わりこれらサービスを提供している。2008年に地域サービス・センターとして設立され、2010年9月1日に改称された。現局長はヤン・ヘルモントである。
ボネール・シント・ユースタティウスおよびサバ公共団体代表はオランダ政府を代表する立場にあり、女王の弁務官に類する機能を果たす。現代表はヒルベルト・イサベッラである。

## 経済
通貨はアメリカ・ドルで、2011年1月1日にオランダ領アンティル・ギルダーから切り替えられた。ユーロは本土の使用通貨であり、カリブ・ギルダーはキュラソー島とシント・マールテン島の使用通貨であるため、導入されなかった。アメリカ・ドルの導入は2008年11月に決まった。

## 通信
国際電話の国名コードはオランダ領アンティル時代と同じ599で、キュラソー島やシント・マールテン島と番号をシェアしている。国際標準化機構 (ISO) はBES諸島に、BQの2ケタ国名コードを割り当てた。ラテン文字3文字による国名コード（ISO 3166-1 alpha-3）はBES。Internet Assigned Numbers Authority (IANA) も国別コードトップレベルドメイン (ccTLD) として.bqを配分したが、供用は始まっていない。